# Ём Су Чжун, Андрей
Андрей Ём Су Чжун (кор. 염수정 안드레아; род. 5 декабря 1943, Ансон, Корея) — корейский кардинал. Титулярный епископ Тибиуки и вспомогательный епископ Сеула с 1 декабря 2001 по 10 мая 2012. Архиепископ Сеула с 10 мая 2012 по 28 октября 2021. Кардинал-священник с титулом церкви Сан-Кризогоно с 22 февраля 2014.